# Майкъл Стюарт
Майкъл Стюарт (на английски: Michael Stewart) е английски драматург, сценарист, поет и писател на произведения в жанра драма.

## Биография и творчество
Майкъл Стюарт е роден на 31 януари 1971 г. в Солфорд, Англия. Премества се в Йоркшир през 1995 г.
В периода 2005 – 2008 г. е резидент-писател в „Театър в Мелницата“ в Брадфорд. После работи като старши преподавател по творческо писане в Университета на Хъдърсфийлд и е редактор на серията антологии „The Grist“. Той е и член-основател на инициативата за изкуства „Dark and Dirty“, финансирана от Съвета по изкуствата, създадена да изследва вътрешността на наративното изкуство.
Автор е няколко пълнометражни сценични пиеси, една от които, „Karry Owky“, е съвместен носител на наградата „King's Cross“ за дебют. Печели наградата на Би Би Си за къси пиеси през 2002 г. и наградата на Би Би Си „Алфред Брадли“ през 2003 г. Пиесите му са изпълнявани в Брадфорд, Лийдс, Манчестър, Лондон, и в други театри.
Прозата му е публикувана в антологии и списания, включително „Route“, „Leaf Books“, „Brand Magazine“ и „Aesthetica“.
Първият му роман „Крал Гарван“ е издаден през 2011 г. Главният герой Пол е самотно и пренебрегвано момче, което често сменя дома и училището си. Той намира своето спасение в света на птиците и започва да търси най-прекрасната птица в естествената ѝ среда, сред премеждия, любов и заблуди. Книгата печели наградата на „Гардиън“ и е единствената книга препоръчана за четене за Световната нощ на книгата 2012 г.
Майкъл Стюарт живее със своя партньор и син в Брадфорд.

## Произведения
Самостоятелни романи
- King Crow (2011)
Крал Гарван, изд. ИК „Артлайн-Студиос“ (2013), прев. Майре Буюклиева
- Café Assassin (2015)
- Ill Will (2018)

### Пиеси
- Karry Owky (2001)
- Excluded (2007)
- Space Circus (2009)
- The Cleaners (2009)
- The Shadow of Your Hand (2011)
- Castaway (2011)
- Dead Man’s Suit (2013)
- Connor’s Song (2018)

### Сборници
- Mr Jolly (2016) – разкази
- Couples (2013) – поезия